# Borotice nad Jevišovkou

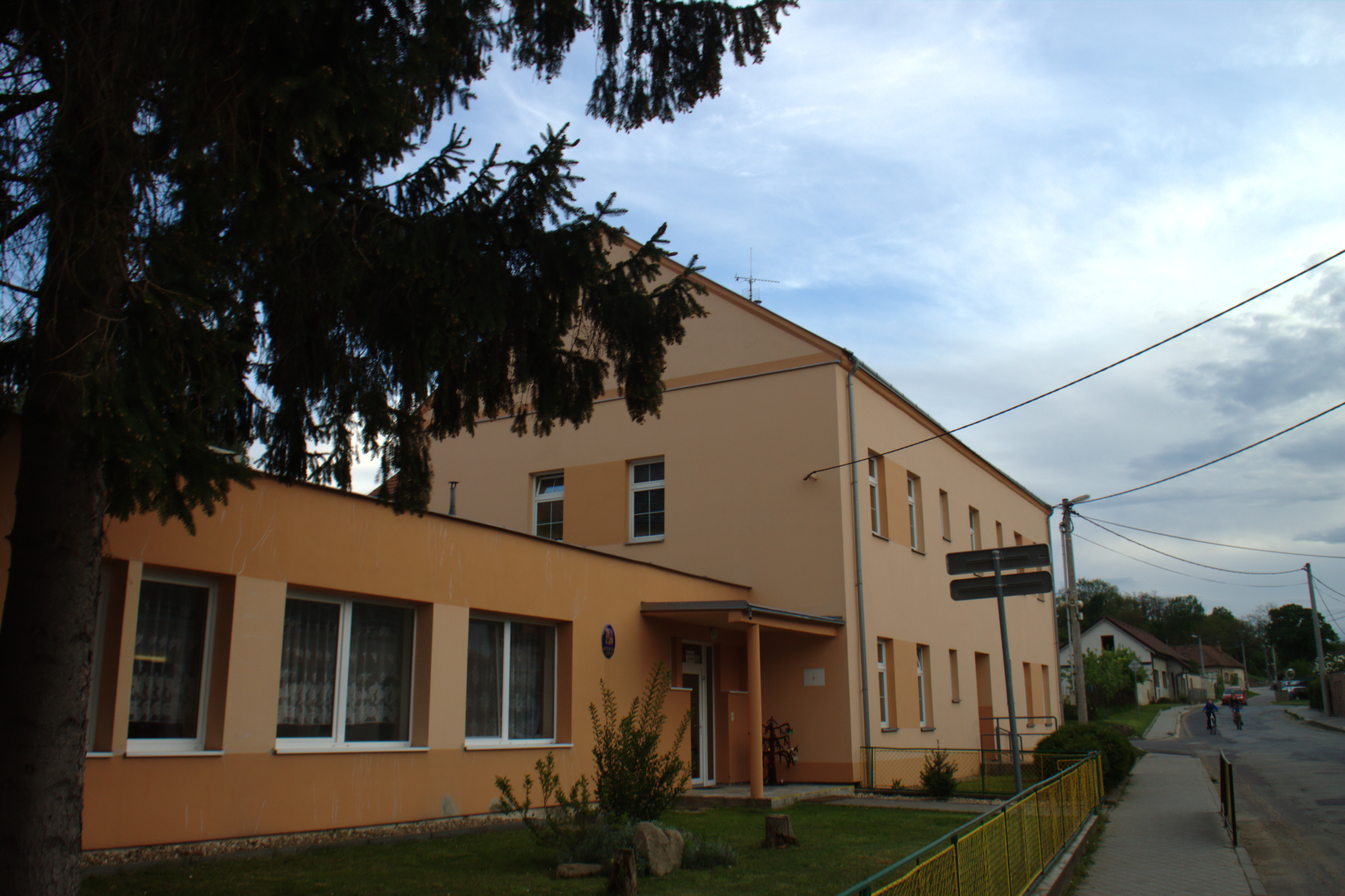
Gemeindeamt in Borotice

Borotice (deutsch Borotitz) ist eine Gemeinde in Tschechien. Sie liegt zwölf Kilometer westlich von Hrušovany nad Jevišovkou und gehört zum Okres Znojmo.

## Geographie
Borotice befindet sich am rechten Ufer der Jevišovka in der Thaya-Schwarza-Senke und bildet mit Filipovice ein geschlossenes Siedlungsgebiet.
Nachbarorte sind Čejkovice und Břežany im Nordosten, Pravice im Osten, Mlýnské Domky und České Křídlovice im Südosten, Sídliště Formoza und Valtrovice im Süden, Krhovice und Hodonice im Südwesten sowie Práče und Lechovice im Nordwesten. Der Ort ist als ein Platzdorf angelegt.

## Geschichte
Im 11. bis 13. Jahrhundert kam es zu einer großen Siedlungsbewegung von West nach Ost. Mähren wurde von 1031 bis 1305 von der Dynastie der Přemysliden regiert. Um größere Gebiete landwirtschaftlich zu nutzen und damit höhere Erträge zu erzielen, bewarben sie die Kolonisten zum Beispiel mit zehn Jahre Steuerfreiheit (deutsches Siedlerrecht). Bis zum Jahre 1150 wurde das Gebiet um Mikulov (Nikolsburg) und Znojmo (Znaim) von deutschen Einwanderern aus Niederösterreich besiedelt. Die Anlage des Dorfes sowie die ui-Mundart, die bis 1945 gesprochen wurde, bekunden, dass sie ursprünglich aus den bairischen Gebieten der Bistümer Regensburg und Passau stammten. Sie brachten neue landwirtschaftliche Geräte mit und führten die ertragreiche Dreifelderwirtschaft ein.
Die erste urkundliche Erwähnung des Ortes erfolgte im Jahre 1225 als „Boroticz“. Die heute bekannte Schreibweise des Ortes existiert bereits seit dem Jahre 1283. Anfangs schrieb man den Ort mit dem Zusatz „Mährisch-“, was aber bald verschwand, da die namensgleiche Ortschaft „Deutsch-Borotitz“ im Jahre 1525 verödete.
Das Dorf gehörte ab dem 14. Jahrhundert teilweise zum Kloster Bruck. Das Stift erhielt den größten Teil des Ortes 1362 von Benedict von Borotitz gegen jährlich abzuhaltende Seelenmessen. Im Jahre 1519 wurden Borotitz und Grillowitz gegen Rausenbruck getauscht. Der neue Besitzer, Sebastian von Weitmühl, vereinigte Borotitz mit der Herrschaft Grusbach.
Im Jahre 1605 drangen Truppen aus Siebenbürgen unter dem Fürsten Bocskaj in Mähren ein und plünderten im Mai Borotitz. Während des darauf folgenden Dreißigjährigen Krieges verödete die Ortschaft durch Plünderungen und Verwüstungen vollständig. Ab 1660 gehört Borotitz wieder zur Herrschaft des Klosters Bruck. Erst im Jahre 1671 holte der Abt des Klosters Bruck neue Siedler in den Ort. Diese kamen meist aus der nahe gelegenen Ortschaft Lechwitz. Ab dem Jahre 1785, in welchem das Kloster Bruck aufgelöst worden ist, gehörte Philippsdorf als Ortsteil zu Borotitz. In Philippsdorf wurden am Ende des 19. Jahrhunderts unterirdische Räume entdeckt. Diese dürften von den Bewohnern bei Notzeiten als Versteck für Nahrungsmittel und andere Habseligkeiten benutzt worden sein – das letzte Mal nachweislich während der Revolutionskriege in den Jahren 1805 und 1809.
Um das Jahr 1900 wurde bei Borotitz ein archäologischer Fund aus der Bronzezeit in der Aunjetitzer Kultur gehoben. Hierbei handelte es sich um aus glatten Bronzeblechstreifen bestehende Manschetten. Dieser Fund ist heute unter dem Namen „Borotitzer Armmanschetten“ bekannt.
Nach dem Ersten Weltkrieg zerfiel der Vielvölkerstaat Österreich-Ungarn. Der Vertrag von Saint-Germain 1919 erklärte den Ort, der ausschließlich von Deutschsüdmährern bewohnt war, zum Bestandteil der neuen Tschechoslowakischen Republik. Mit dem Münchner Abkommen wurde Borotitz mit 1. Oktober 1938 ein Teil des deutschen Reichsgaus Niederdonau.
Im Zweiten Weltkrieg hatte der Ort 47 Gefallene beziehungsweise Vermisste zu beklagen. Nach dem Ende des Zweiten Weltkrieges wurde Borotitz wieder der Tschechoslowakei zugeordnet. Es folgten schwere Exzesse gegen die deutsche Bevölkerung, sodass viele über die nahe Grenze nach Österreich flohen. Zwischen dem 9. Juli und dem 18. September 1946 erfolgte die Zwangsaussiedlung von 228 Deutschsüdmährern nach Westdeutschland. Eine Familie konnte im Ort verbleiben. Das Vermögen der deutschen Ortsbewohner wurde durch das Beneš-Dekret 108 konfisziert, das Vermögen der evangelischen Kirche durch das Beneš-Dekret 131 liquidiert und die katholische Kirche in der kommunistischen Ära enteignet. Von den in Österreich befindlichen Ortsbewohnern wurden ca. 50 %, in Übereinstimmung mit den ursprünglichen Überführungs-Zielen der Alliierten, nach Deutschland weiter transferiert. Die Ortschaft wurde später neu besiedelt.
Die Matriken wurden von 1663 bei Grillowitz und ab 1858 bei Lechwitz geführt.

## Einwohnerentwicklung
| Volkszählung | Einwohner gesamt | Volkszugehörigkeit der Einwohner | Volkszugehörigkeit der Einwohner | Volkszugehörigkeit der Einwohner |
| Jahr         | Einwohner gesamt | Deutsche                         | Tschechen                        | Andere                           |
| ------------ | ---------------- | -------------------------------- | -------------------------------- | -------------------------------- |
| 1880         | 755              | 755                              | 0                                | 0                                |
| 1890         | 726              | 725                              | 1                                | 0                                |
| 1900         | 790              | 778                              | 12                               | 0                                |
| 1910         | 833              | 833                              | 0                                | 0                                |
| 1921         | 759              | 739                              | 14                               | 6                                |
| 1930         | 741              | 719                              | 15                               | 7                                |

## Gemeindegliederung
Für die Gemeinde Borotice sind keine Ortsteile ausgewiesen. Zu Borotice gehört die Ansiedlung Filipovice (Philippsdorf).

## Sehenswürdigkeiten
- Dorfkapelle des hl. Wenzel (1865)
- Kriegerdenkmal